# Радіус Дебая
Радіус Дебая або дебаївський радіус екранування — величина із розмірністю довжини, якою характеризує екранування кулонівського потенціалу в напівпровідниках, плазмі, електролітах.

## Природа явища
Якщо помістити пробний заряд у середовище із вільними носіями заряду, то електростатичне поле на певній віддалі від нього визначатиметься сумою електростатичного поля самого пробного заряду й розташованих навколо заряджених частинок середовища. Оскільки заряджені частинки в свою чергу взаємодіють із полем пробного заряду, то вони притягатимуться до нього або відштовхуватимуться від нього. Сумарну дію всіх зарядів можна визначити, розв'язуючи рівняння Пуасона
{\displaystyle \nabla ^{2}\varphi =-{\frac {4\pi }{\varepsilon }}(\rho +\delta \rho )},
де {\displaystyle \varphi } — електростатичний потенціал, {\displaystyle \varepsilon } — діелектрична проникність, ρ — густина зарядів середовища, {\displaystyle \delta \rho } — густина пробного заряду.
Густина заряду ρ в свою чергу залежить від значення електростатичного потенціалу {\displaystyle \varphi }. Ця залежність визначається природою середовища. Розв'язок рівняння Пуасона з конкретною залежністю між густиною заряду та потенціалом загалом дає для потенціалу вираз, який експоненціально спадає з віддаллю (на відміну від повільного кулонівського потенціалу). Показник у експоненті визначає радіус Дебая.

## Напівпровідники
Для напівпровідників радіус Дебая {\displaystyle R_{D}\,} визначається формулою
{\displaystyle R_{D}={\sqrt {\frac {\varepsilon k_{B}T}{4\pi ne^{2}}}}},
де e — заряд електрона, {\displaystyle k_{B}\,} — стала Больцмана, T — температура, n — концентрація заряджених частинок (електронів та дірок),
{\displaystyle \varepsilon } — діелектрична проникність напівпровідника.
Екранований кулонівський потенціал виражається через радіус Дебая як
{\displaystyle U(r)={\frac {e^{2}}{\varepsilon r}}e^{-r/R_{D}}}.
Для металів, де концентрація електронів у наполовину заповненій валентній зоні набагато більша, екранування кулонівської взаємодії сильніше й визначається іншою величиною: радіусом Томаса-Фермі.

## Назва
Радіус Дебая завдячує своєю назвою нідерландському фізику Петеру Дебаю.

## Литература
- Арцимович Л. (1969). Элементарная физика плазмы (рос.) (вид. 3). Москва: Атомиздат. с. 189.
- Котельников И. (2021). Лекции по физике плазмы. Том 1: Основы физики плазмы (рос.) (вид. 3). Санкт-Петербург: Лань. с. 400. ISBN 978-5-8114-6958-1.